# ハイブリットガラス
もしかして
- ハイブリッドガラス

ではありませんか？